# Tallholmen (vid Isnäs, Lovisa)
Tallholmen är en ö i Finland. Den ligger i Finska viken och i kommunen Lovisa i landskapet Nyland, i den södra delen av landet. Ön ligger omkring 64 kilometer öster om Helsingfors.
Öns area är 3,1 hektar och dess största längd är 290 meter i nord-sydlig riktning.